# بني ساري (يريم)

تعديل مصدري - تعديل

بني ساري هي إحدى قرى عزلة رعين بمديرية يريم التابعة لمحافظة إب، بلغ تعداد سكانها 587 نسمة حسب تعداد اليمن لعام 2004.